# Шутовской колпак

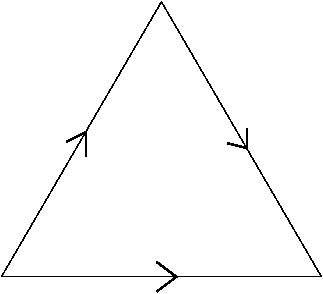

Шутовской колпак — нетривиальный пример стягиваемого двумерного комплекса.

## Построение
Шутовской колпак получается из треугольника склеиванием всех его сторон согласно стрелкам на диаграмме.
После склеивания двух сторон получается конус, после этого основание конуса склеивается с образующей.
Таким образом оба конца образующей,
вершина конуса и точка на основании склеиваются.

## Свойства
- Шутовской колпак вкладывается в 3-мерный куб.
  - Более того, образ этого вложения является деформационным ретрактом куба